# Jean-Pierre Burny
Pour les articles homonymes, voir Burny.
Jean-Pierre Burny (né le 12 novembre 1944 à Mont-Saint-Guibert) est un ancien kayakiste belge.

## Carrière sportive
Il a été durant sa carrière sportive champion du monde de descente de rivière à quatre reprises et 4e aux Jeux olympiques de Munich en 1972 en catégorie K1 1000 mètres. 
Actuellement il est un des rares kayakistes à avoir été au plus haut niveau tant en descente qu'en course en ligne.

### Palmarès
Champion du monde
- 1969 : Bourg Saint-Maurice (France)
- 1973 : Muotathal (Suisse)
- 1975 : Skopje
- 1979 : Desbiens

Il reçut le Trophée national du Mérite sportif en 1975 succédant ainsi à Paul Van Himst. Ivo Van Damme lui succède en 1976.
Qualification et participations aux Jeux olympiques de
- 1968 Mexico
- 1972 Munich
- 1976 Montréal